# Time SPA
Time Records Italy SPA, ou apenas Time SPA é uma companhia italiana, localizada em Bréscia e fundada por Giacomo Maiolini em 1992. A empresa musical trabalha com dance music, electronic music, italodance e euro house. 

## Sub-selos da Time Group
- Atmosphera
- Downtown[3]
- E.S.P. Extra Sensorial Productions [4]
- Elemedia SPA [5]
- Italian Style Production
- Rise Records
- Spy Italy
- Time Italy
- Time Records